# Tōshiya
Le Tōshiya (通し矢, とおしや, "passing arrow")  ou les flèches qui ont touché la cible , était un concours de tir à l'arc organisé sur la véranda ouest du temple Sanjūsangen-dō à Kyoto , au Japon .

## Histoire du concours

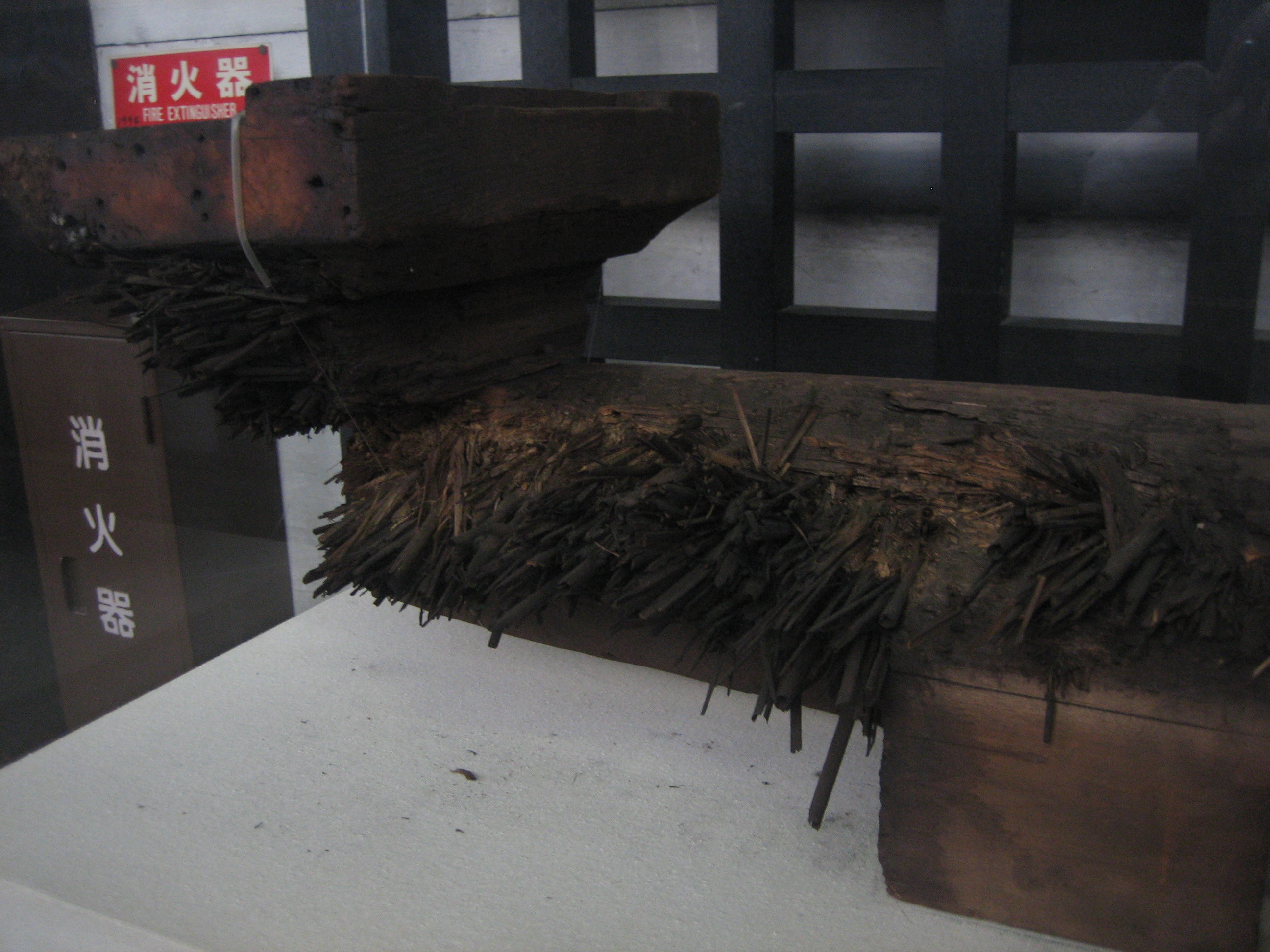
Parties de poutres de toit en bois enlevées pendant les travaux de reconstruction.

Le concours remonte à 1606, alors qu’un samouraï nommé Asaoka Heibei aurait tiré 51 flèches à la suite de façon rapide le long de la véranda. Au début, les archers tiraient des flèches de l'extrémité sud de la véranda à l'extrémité nord, où un ornement semblable à un rideau a été érigé en tant que cible. La compétition gagna en popularité pendant la période Edo et à la fin du XVIIe siècle, les compétitions entre les participants des provinces d'Owari et de Kishū attiraient une grande foule. Le Tōshiya est par la suite inclut dans le scénario des histoires et les films.
Il y avait quatre événements distincts pendant la compétition: 
- Le Hyaku-i (百射, ひゃくい?, lit. one hundred shots)  L’archer qui a touché la cible avec le maximum de flèches sur 100 a été déclaré vainqueur.
- Le Sen-i (千射, せんい?, lit. one thousand shots)  L’archer qui a touché la cible avec le maximum de 1000 flèches a été déclaré vainqueur. En 1827, Kokura Gishichi, âgé de 11 ans, a réussi à frapper la cible 995 fois en tirant de la moitié de la distance de la salle[3].
- Le Hiyakazu (日矢数, ひやかず?, lit. Number of arrows in a day) Nombre de flèches par jour ) Les garçons qui n'avaient pas encore célébré leur cérémonie du Genpuku ou de leur majorité, pouvaient participer à cet événement. Les archers tiraient le plus de flèches possible pendant une période de 12 heures au cours de la journée. En 1774, troisième année de l'ère An'ei , Masaaki Noro, âgé de 13 ans et originaire de Kishū, a tiré 11 715 flèches, la quasi-totalité d'entre elles touchant la cible[4].
- Le Ōyakazu (大矢数, おおやかず?, lit. great many arrows)  On dit que cet événement date de l'ère Keichō. Les archers tiraient le plus de flèches possible pendant 24 heures, en moyenne 10 000 flèches. Le 26 avril 1686, Wasa Daihachiro de Kishū a tiré avec succès 8 133 flèches sur 13 053 flèches avec une moyenne de 544 flèches par heure, soit 9 flèches par minute, et est devenu le détenteur du record[5],[6].

Les champions ont été honorés par l'attribution d'un certificat au temple indiquant leur nom, leur âge, le nombre de flèches tirées et la date de la compétition.

## Aujourd'hui

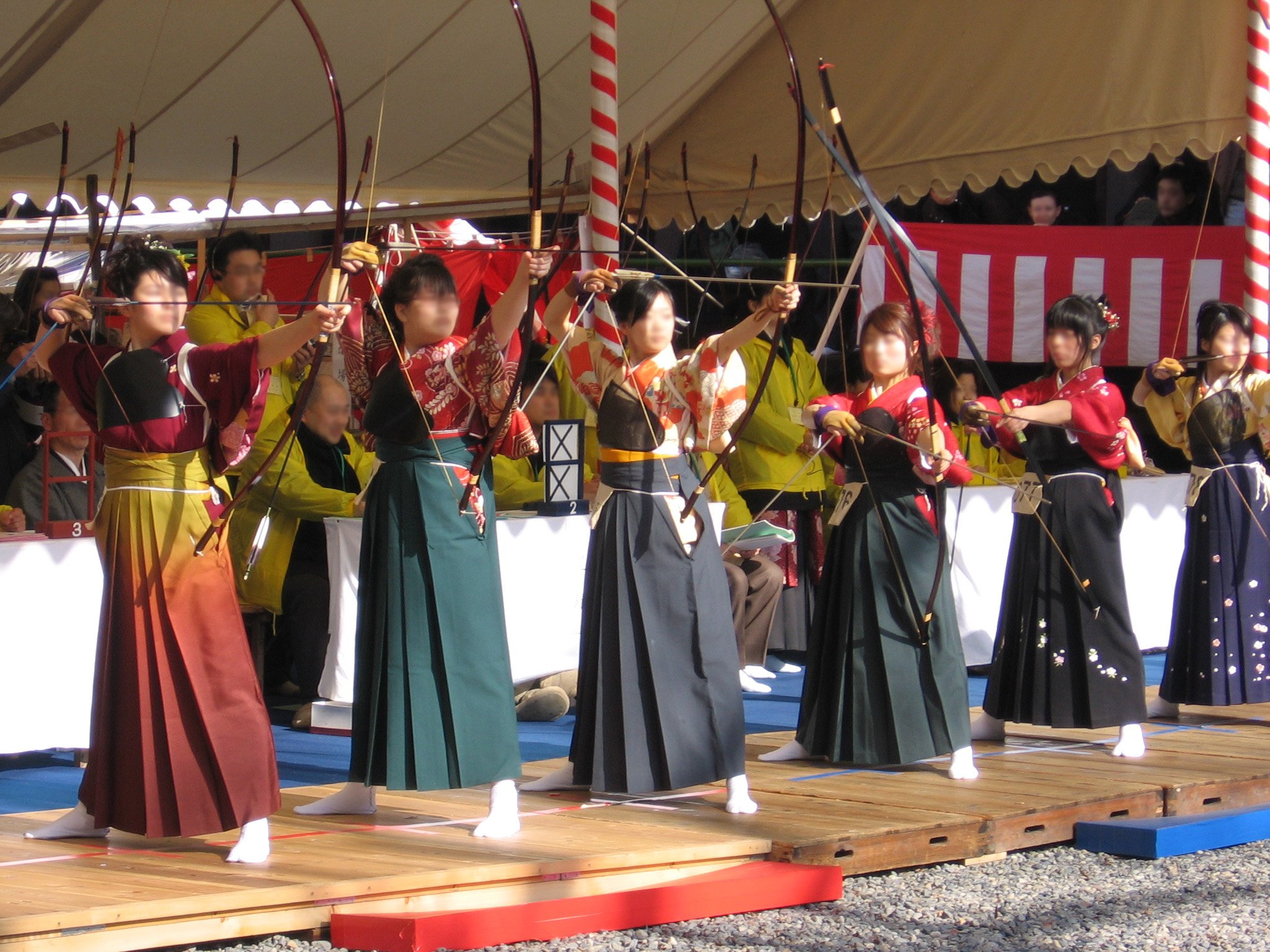
Des jeunes femmes en kimono coloré avec hakama participent à Tōshiya.

En 1861, après 255 ans, le Tōshiya cessa d'être organisé, mais un concours basé sur celui-ci, appelé Oh-mato Taikai, ou Festival de la grande cible se poursuit toujours, attirant environ 2 000 participants venus du Japon. Les archers tirent des flèches sur des cibles d’environ 50 à 100 centimètres de diamètre à 60 mètres au bout opposé de la véranda. Il a lieu le deuxième dimanche de janvier en conjonction avec la messe la plus importante du temple, le rituel Yanagi-no-Okaji, ou rite du saule, et le jour de la Seijin shiki au Japon.